# إبراهيم الأخضر
الشيخ إبراهيم بن الأخضر القيم قارئ للقرآن وإمام سعودي.

## مولده ونشأته
ولد في المدينة المنورة عام 1364 هـ،  نشأ بها وتلقّى تعليمه في مدارسها، حيث درس في مدرسة دار الحديث، ثم مدرسة النجاح، فالمعهد العلمي، ثم المدرسة الصناعية الثانوية.
حفظ القرآن الكريم على يد الأستاذ عمر الحيدري، وقرأه على شيخ القرّاء في المسجد النبوي الشريف/ الشيخ حسن بن إبراهيم الشاعر برواية حفص، ثم قرأ عليه القراءات السبع.

## المشايخ الذين قرأ وتتلمذ على يديهم
وقرأ وتتلمذ على عدد من المشايخ، منهم: الشيخ عامر بن السيد عثمان، والشيخ أحمد بن عبد العزيز الزيات، وتتلمذ كذلك على الشيخ عبد الفتاح القاضي وقرأ عليه القراءات العشر، وتتلمذ في العقيدة والفقه واللغة على الشيخ عبد الله بن محمد الغنيمان.

## المناصب التي عمل بها
- مارس العديد من الوظائف والمهام، حيث ابتدأ حياته العملية مدرساً في التعليم الصناعي، فمدرِّساً بمدرسة أبي بن كعب لتحفيظ القرآن الكريم في المدينة المنورة، ثم إماماً في المسجد الحرام.
- بعد ذلك عُيِّن برتبة أستاذ مساعد في كلية القرآن الكريم وكلية الدعوة بالجامعة الإسلامية بالمدينة المنورة، ودرس في المعهد العلمي للدعوة الإسلامية التابع لجامعة الإمام.
- ومنذ عام 1406هـ ولمدة تسع سنوات، شارك بالإمامة في المسجد النبوي الشريف، وقد تتلمذ عليه في القراءات الكثير من الطلبة داخل المملكة وخارجها.

ومن أبرز جهوده  في خدمة كتاب الله تعالى أنه هو ومجموعة من المشايخ اقترحوا على فضيلة الشيخ عبد العزيز بن باز إنشاء كلية القرآن وتدريس القراءات بها في الجامعة الإسلامية بالمدينة المنورة فكانت تلك الكلية المباركة 
- له نشاط كبير في مجال تحفيظ القرآن الكريم والخدمات الاجتماعية، وهو عضو في عدد من اللجان والجمعيات، ومنها:

1. جماعة تحفيظ القرآن.
2. الجمعية الخيرية للخدمات الاجتماعية.
3. لجنة التحكيم المحلية والدولية لمسابقة القرآن الكريم التي تقيمها وزارة الشؤون الإسلامية والدعوة والإرشاد.

- كما إن له نشاطاً إعلامياً وأدبياً وثقافياً إذ شارك في عدد من الحلقات الإذاعية والتلفزيونية، وألقى العديد من المحاضرات في منتديات علمية مختلفة، وكذلك له تسجيلات قرآنية وأشرطة كاسيت في معظم مكتبات العالم الإسلامي.

## وصلات خارجية
- المصحف المرتل للشيخ على موقع طريق الإسلام